# Guesch Patti

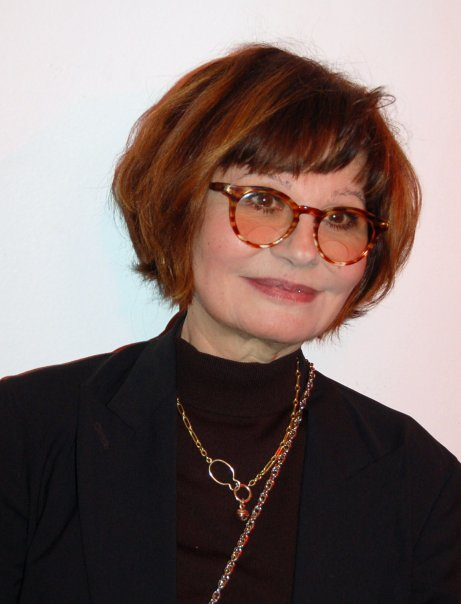
Guesch Patti (2009)

Guesch Patti, właśc. Patricia Porasse (ur. 16 marca 1946 w Paryżu) – francuska piosenkarka z pogranicza muzyki pop i rock.
Jej pseudonim artystyczny powstał od Guesch (tak była nazywana w dzieciństwie) oraz Patti (zdrobnienie od imienia Patricia). Pierwszy występ przed publicznością zanotowała w wieku 9 lat, wystąpiła wówczas w przedstawieniu baletowym w Opéra National de Paris w Paryżu. Nagrała 5 albumów oraz wydała 15 singli, spośród których największy sukces odniósł utwór Étienne z debiutanckiej płyty Labyrinthe, który w styczniu 1988 r. pięciokrotnie z rzędu notowany był na pierwszym miejscu francuskiej listy przebojów oraz zdobył status Złotego singla (za sprzedaż w liczbie 601 tys. sztuk).

## Dyskografia
- Labyrinthe (1988)
- Nomades (1990)
- Gobe (1992)
- Blonde (1995)
- Dernières nouvelles (2000)